# 奥克戴尔 (路易斯安那州)
奥克戴尔（英語：Oakdale），是美国路易斯安那州下属的一座城市。根据2010年美国人口普查，该市有人口7,780人。建置上，属于“city”。